# آلبرت بوک
آلبرت بوک یک نظامی بلندپایه ورماخت در جنگ جهانی دوم و از دارندگان صلیب شوالیه صلیب آهنین، صلیب آهنین و صلیب آلمانی بود. بوک در نزدیکی نووراسییسک در ۶ سپتامبر ۱۹۴۲ توسط نیروهای شوروی کشته شد.